# Akua Njeri
Akua Njeri (anciennement connue sous le nom de Deborah Johnson) est une écrivaine, militante américaine et ancienne membre de la section Illinoise du Black Panther Party. Engagée très jeune dans la lutte pour les droits sociaux, elle rejoint le Black Panther Party dans lequel elle milite encore. Depuis l'assassinat par la police de son compagnon de lutte et de vie, Fred Hampton, et de son camarade Mark Clark lors d'une descente le 4 décembre 1969, elle est très impliquée dans la recherche de justice et la perpétuation de son souvenir.

## Biographie
Akua Njeri est née sous le nom de Deborah Johnson à Chicago où elle grandit. Elle devient une militante politique dès l'âge de 12 ans. Tout au long de son adolescence, elle participe à des marches pour les droits civiques et à des manifestations contre les conditions de logement à Chicago,.
Alors qu'elle est étudiante au Wilbur Wright College, Akua Njeri devient membre à 17 ans de la Black Student Union qui accueille le conférencier Fred Hampton, président de la section de Chicago du Black Panther Party. Akua Njeri se souvient que sa première conversation avec Fred Hampton porte sur la poésie : il lui déclare qu'il ne s'intéresse à la poésie que si elle parle « des luttes du peuple et du peuple luttant contre les conditions de la communauté noire ».
Peu après, Akua Njeri rejoint les Black Panthers. Elle travaille sur leurs programmes de petit-déjeuners gratuits, de clinique médicale gratuite et de transport gratuit en bus vers la prison pour les familles des personnes incarcérées,.
Akua Njeri et Fred Hampton se mettent rapidement en couple et, au début de 1969, Akua Njeri est enceinte. Elle a 19 ans et lui 21 ans.

## Massacre à Monroe
Le 4 décembre 1969, peu après 4 heures du matin, le département de police de Chicago effectue un raid dans le cadre du programme de contre-espionnage COINTELPRO et prend d'assaut l'appartement du 2337 West Monroe Street où Fred Hampton, Akua Njeri et plusieurs autres membres des Black Panthers dorment.
Akua Njeri raconte avoir entendu les premiers coups de feu à l'avant de l'appartement et avoir immédiatement tenté de protéger Fred Hampton avec son corps. Lorsque la fusillade s'arrête, elle se lève et des policiers la traînent dans la cuisine. Elle se souvient d'une voix disant « Il est à peine vivant », avant que d'autres coups de feu ne retentissent. Elle entend alors « Il est bien mort maintenant ». Akua Njeri décrit avoir évité de regarder le corps de Fred Hampton afin de rester stoïque. Elle est menottée et emmenée par la police avec un pistolet pressé contre son ventre. Mark Clark qui assure la sécurité à la porte de l'appartement est tué dès le début de l'assaut,.
Akua Njeri et d'autres survivants du raid sont arrêtés, inculpés de tentative de meurtre et de voies de fait graves, et détenus sous une caution de 100 000 $.

## Conséquences de l'attaque
Le soutien public permet à Akua Njeri et aux autres survivants de payer la caution de 100 000 $. Akua Njeri est la première à être libérée en raison de sa grossesse et d'un stress extrême. Son fils nait le 29 décembre 1969. D'abord nommé Alfred Johnson, elle change son nom pour Fred Hampton Jr quand il a dix ans.
Akua Njeri et les autres survivants refusent de participer à une enquête du grand jury fédéral sur le massacre car « ils pensaient que justice ne serait pas rendue ». Elle dit s'être sentie coupable d'avoir survécu alors que Fred Hampton est mort.
En mai 1970, la balistique et la médecine légale disculpent les Panthers inculpés. Les familles de Fred Hampton et Mark Clark ainsi que les survivants de l'attaque déposent une plainte civile contre le département de police de Chicago et le FBI. Le litige dure 13 ans. En 1983, la ville de Chicago, le comté de Cook et le gouvernement fédéral acceptent de verser une indemnisation de 1,8 million de dollars aux sept survivants et aux familles des deux victimes,.

## Engagement
Deborah Johnson change son nom en Akua Njeri pour marquer son lien avec l'Afrique, abandonnant ce qu'elle désigne comme son « nom d'esclave », comme l'ont fait d'autres membres des mouvements Black Power et Nation of Islam.
En 1998, elle devient présidente nationale du National People's Democratic Uhuru Movement (NPDUM), une organisation interraciale dédiée à l'autodétermination des Afro-Américains, et en supervise la section de Chicago. Les bureaux sont situés au sud de la ville. L'organisation est affiliée au African People's Socialist Party (en),.
Fred Hampton Jr. déclare que sa mère a toujours entretenu le souvenir de son père « Tout au long de ma vie, ma mère m'a toujours appris ce que mon père faisait, les positions courageuses qu'il a prises ».
En janvier 1990, Akua Njeri assiste aux funérailles de l'informateur du FBI William O'Neal (en)qui a permis à la police d'effectuer la descente dans l'appartement de Monroe Street en 1969. Il s'est suicidé. Elle a l'intention de « cracher dans le cercueil puis de le retourner » mais finalement y renonce.
Akua Njeri est la présidente du Comité du 4 décembre qui « se bat pour défendre et maintenir l'héritage du Black Panther Party et de ce qui s'est réellement passé ce matin fatidique [de l'assassinat de Hampton et Clark] ». Le comité se coordonne avec le Prisoners of Conscience Committee ou PoCC (« Comité des prisonniers d'opinion ») pour organiser une célébration annuelle commémorant l'anniversaire de Fred Hampton le 30 août. Les deux organisations collaborent également pour faire connaitre la Journée internationale de la révolution à l'occasion de l'anniversaire de l'assassinat de Fred Hampton et Mark Clark le 4 décembre. Toujours avec le PoCC, Akua Njeri aide à coordonner les dons vestimentaires et alimentaires,.
Akua Njeri donne des conférences publiques et coécrit une proposition pour baptiser un bloc de Chicago « Président Fred Hampton Way »+,.
En 2019, Akua Njeri et son fils Fred Hampton Jr lancent un projet GoFundMe de financement participatif appelé « Save the Hampton House », afin d'acquérir et de restaurer la maison d'enfance de Fred Hampton Sr à Maywood, dans l'Illinois et d'en faire un musée. Ils souhaitent aussi y proposer des services d'éducation, un espace de réunion communautaire et de jardins. En 2021, la campagne a collecté plus de 365 000 $, dépassant leur objectif de 350 000 $.

### Représentation dans les médias
Judas and the Black Messiah est un long métrage américain sortie en 2021 sur l'ascension et la chute de Fred Hampton et le rôle d'informateur de William O'Neal. Daniel Kaluuya et Lakeith Stanfield jouent respectivement ces rôles alors que Akua Njeri est interprétée par Dominique Fishback. Le film est réalisé et coécrit par Shaka King. Les frères Lucas (en) sont également coscénaristes et coproducteurs. Akua Njeri et Fred Hampton Jr. ont tous deux conseillé l'équipe de production du film. Akua Njeri a notamment conseillé Dominique Fishback pour son interprétation. Dominique Fishback se souvient qu'Akua Njeri insistait pour qu'elle ne pleure pas pendant la scène de l'assassinat. Elle ne l'a pas fait en 1969 et a estimé que c'était une importante démonstration de force pour le personnage et pour les femmes noires. Akua Njeri est sur le plateau pendant le tournage de la scène du meurtre .

## Publications
- (en) Akua Njeri, My life with the Black Panther Party [« Ma vie avec les Black Panthers »], Burning Spear Publications, 1991, 56 p. (OCLC 28003910)
- (en) Akua Njeri, « My dance with justice » [« Ma danse avec la justice »], Yale Journal of Law and Liberation, vol. 2, no 1,‎ 1991 (lire en ligne [PDF])